# Aidan Quinn
Aidan Quinn (Rockford, Illinois; 8 de marzo de 1959) es un actor estadounidense.
Aidan Quinn nació en Rockford, Illinois. Fue criado en Chicago y en Rockford, como también en Dublín, Offaly, y otros lugares en Irlanda, por devotos padres católicos. Su padre fue un profesor de literatura mientras que su madre se ocupaba del hogar; tiene un hermano mayor, Declan Quinn, quien es un destacado cineasta.
Quinn comenzó en el teatro de Chicago a la edad de 19 años. Su primer papel significante fue en Reckless (1984), seguido por uno con el que logró darse a conocer, en Desperately Seeking Susan como el personaje Dez (el interés amoroso del personaje interpretado por Rosanna Arquette). Quinn después trabajó en la controvertida película para televisión An Early Frost, sobre un joven abogado que estaba muriendo por sida (fue emitida por NBC el 11 de noviembre de 1985) y fue coprotagonista de Gena Rowlands, Ben Gazzara y Sylvia Sidney.
Quinn perdió una importante y controvertida película de Paramount Pictures dirigida por Martin Scorsese, La última tentación de Cristo. Cuando Universal Pictures tomó la película, Cristo fue interpretado por Willem Dafoe.
Actualmente trabaja en la serie policíaca Elementary.

## Filmografía selecta
- Law & Order: SVU (2007, 2021-2022) (Serie)
- The Last Keepers (2013)
- Stay (2013) como Dermot Fay
- Whitney Brown (2012) como Henry Brown, padre de la protagonista
- Unknown (2011) como Martin
- Jonah Hex (2010)
- Flipped (2010)
- La llave de Sarah (2010)
- Wild Child (2008)
- Entierra mi corazón en Wounded Knee (2007)
- The Young Messiah (2006)
- Empire Falls (2005) (miniserie)
- Bobby Jones: A Stroke of Genius (2004)
- Sentencia de muerte (2004)
- Two Of Us
- Song for a Raggy Boy (2003)
- Stolen Summer (2002)
- Evelyn (2001)
- Songcatcher (2000) (TV)
- Music of the Heart (1999)
- This Is My Father (1998)
- Practical Magic (1998)
- The Assignment (1997)
- Michael Collins (1996)
- Leyendas de pasión (1994)
- Mary Shelley's Frankenstein (1994)
- Blink (1994)
- Benny & Joon (1993)
- The Playboys (1992)
- At Play in the Fields of the Lord (1991)
- Avalon (1990)
- El cuento de la criada (1990)
- Crusoe (1989)
- Stakeout (1987)
- La Misión (1986)
- All My Sons (1986) (TV)
- An Early Frost (1985) (TV)
- Desperately Seeking Susan (1985)
- Reckless (1984)